# Budy Wolińskie
Budy Wolińskie [ˈbudɨ vɔˈliɲskʲɛ] es un pueblo ubicado en el distrito administrativo de Gmina Strzegowo, dentro del Condado de Mława, Voivodato de Mazovia, en el este de Polonia central. Se encuentra aproximadamente a 9 kilómetros (6 mi) al sureste de Strzegowo, a 28 kilómetros al sur de Mława, y a 83 kilómetros al noroeste de Varsovia.